# Glyceria digenea
Glyceria digenea är en gräsart som beskrevs av Karel Domin. Glyceria digenea ingår i släktet glycerior, och familjen gräs. Inga underarter finns listade i Catalogue of Life.